# Асмолов, Константин Валерианович
Константи́н Валериа́нович Асмо́лов (псевдонимы — Маккавити / Makkawity, Н. Б. Волгин; кор. 콘스탄틴 아스몰로프; род. 1 ноября 1968, Москва) — российский учёный-кореевед. Кандидат исторических наук, сотрудник Института Китая и современной Азии РАН (бывший Институт Дальнего Востока РАН) (с 1998).

## Биография
В 1985 году поступил в МГУ. В 1987—1989 гг. проходил службу в армии. В 1991 году оказался среди первых советских студентов в Южной Корее, прошёл там годичный курс обучения в Университете Ёнсе (Сеул). В 1992 году окончил Институт стран Азии и Африки при МГУ по специальности «историк-востоковед, референт-переводчик корейского языка»; в 1995 году — очную аспирантуру того же института. В 1997 году под научным руководством доктора исторических наук, профессора М. Н. Пака защитил диссертацию на соискание степени кандидата исторических наук по теме «Система организации и ведения боевых действий Корейского государства в VI—XVII вв. Эволюция воинской традиции» (специальность 07.00.03 — всеобщая история).
С 1998 года сотрудник Института Дальнего Востока РАН. В 2003 году прошёл специальный курс в Колледже исследований безопасности при Центре исследований безопасности в АТР в Гонолулу, США. Преподаватель кафедры истории стран Дальнего Востока и Юго-Восточной Азии Института стран Азии и Африки МГУ. Консультант по Корее журнала «Проблемы Дальнего Востока» (с 2002 года). Автор более 150 научных работ, четырёх монографий и одной книги. Эксперт Российского совета по международным делам (РСМД) и Международного дискуссионного клуба «Валдай». Часто выступает в СМИ экспертом по корейской и северокорейской проблематике, являясь, наряду с А. Н. Ланьковым, одним из наиболее известных русскоязычных корееведов в Сети, «лучший наш кореевед», — называла его Дарья Митина.
Область научных интересов: корееведение (история, политология, социология, военная история), международная безопасность, источниковедение и аналитика.
Хобби: ролевые игры (широко известен в ролевом движении в СССР и России с конца 1980-х годов как автор сюжетов к настольным и полевым играм), корейское традиционное фехтование, «альтернативная политология/ конструирование игровых миров» и кошки. Владеет корейским языком, неоднократно бывал в КНДР. Ведёт тематический блог в «Живом журнале».

## Научные труды

### Монографии
- Асмолов, К. В. История холодного оружия: Восток и Запад. Ч. I. — М., 1993. — 264 с.; Ч. 2. — М., 1994. — 352 с.
- Асмолов, К. В. Корейская политическая культура : Традиции и трансформация. — М. : ИДВ РАН, 2009. — 484 с.
- Асмолов, К. В. Корейская политическая культура: Традиции и трансформация. — 2-е изд., пер. и доп. — М. : Русский фонд содействия образованию и науке ; Университет Дмитрия Пожарского, 2017. — 704 с . — ISBN 978-5-91244-217-9.
- Асмолов, К. В. Не только ракеты : Путешествие историка в Северную Корею. — М. : Русский фонд содействия образованию и науке ; Университет Дмитрия Пожарского, 2018. — 320 с. : ил. — ISBN 978-5-91244-230-8.
- Асмолов К. В., Захарова Л. В. Современная Северная Корея: первое десятилетие эпохи Ким Чен Ына (2012—2021). М.: ИКСА РАН, 2022. — 440 с.

### Статьи
- Пхеньян : [арх. 19 октября 2022] / Асмолов К. В. (история), Хропов А. Г. // Пустырник — Румчерод [Электронный ресурс]. — 2015. — С. 61—62. — (Большая российская энциклопедия : [в 35 т.] / гл. ред. Ю. С. Осипов ; 2004—2017, т. 28). — ISBN 978-5-85270-365-1.

## Публицистика
- Асмолов К. В. [Статьи] : [более 900 публикаций ] // Новое восточное обозрение. — Эл. текст. дан. — Режим доступа : https://journal-neo.su/ru/author/asmolovk/ [Загл. по содержанию]
- Асмолов К. В. [Собрание текстов] / Самиздат : [Сервер современной литературы при б-ке Мошкова]. — Эл. текст. дан. — Режим доступа : http://samlib.ru/a/asmolow_k_w/